# Carldell Johnson
Carldell "Squeaky" Johnson (nacido el 18 de enero de 1983 en Nueva Orleans, Luisiana) es un exjugador de baloncesto estadounidense, que actualmente ejerce como entrenador asistente en los Iowa Wolves de la G League. Con 1,78 metros de estatura, jugaba en la posición de base.

## Trayectoria deportiva

### Universidad
Jugó durante tres temporadas con los Blazers de la Universidad de Alabama-Birmingham, en las que promedió 5,7 puntos, 2,0 rebotes y 5,3 asistencias por partido. En 2006 fue el mejor pasador de la Conference USA, con 6,3 asistencias por partido.

### Profesional
Tras no ser elegido en el Draft de la NBA de 2006, jugó una temporada en el RBC Verviers-Pepinster de la liga belga, para posteriormente alternar participaciones en equipos de la liga de México con los Austin Toros de la NBA D-League. En el equipo tejano jugó cinco temporadas, siendo la más destacada la 2010-11, en la que promedió 12,3 puntos y lideró a su equipo con 6,0 asistencias por partido.
En diciembre de 2011 firmó como agente libre por los New Orleans Hornets, con los que llegó a disputar quince partidos, en los que promedió 1,8 puntos y 1,5 asistencias. Regresó entonces a los Toros, con los que colaboró para ganar el título de liga esa temporada con 8,2 puntos y 5,7 asistencias por encuentro.
En septiembre de 2012 fichó por los Atlanta Hawks, pero fue despedido antes del comienzo de la temporada. Poco después fichó por el Spirou Basket Club belga, donde en su primera temporada promedió 5,5 puntos y 3,0 asistencias por partido.
En 2014 firmó con el Valvoline y se convirtió en el primer jugador estadounidense en fichar por un equipo de la liga de Mongolia.

## Estadísticas de su carrera en la NBA

### Temporada regular
| Año     | Equipo      | PJ | PT | MPP | %TC  | %3P  | %TL  | RPP | APP | ROB | TPP | PPP |
| ------- | ----------- | -- | -- | --- | ---- | ---- | ---- | --- | --- | --- | --- | --- |
| 2011-12 | New Orleans | 15 | 0  | 7.9 | .314 | .267 | .333 | .6  | 1.5 | .5  | .0  | 1.8 |
| Total   | Total       | 15 | 0  | 7.9 | .314 | .267 | .333 | .6  | 1.5 | .5  | .0  | 1.8 |